# Cyrenella elegans
Cyrenella elegans — вид грибів, що належить до монотипового роду  Cyrenella.